# Coppa della Confederazione CAF 2005
La Coppa della Confederazione CAF 2005 è la 2ª edizione della competizione.
La squadra campione in carica è l'Hearts of Oak, vincitore dell'edizione 2004.

## Turno preliminare
L'andata del turno preliminare si è disputata il 30 gennaio, il ritorno il 13 febbraio.
| Squadra 1                    | Totale          | Squadra 2                          | Andata | Ritorno |
| ---------------------------- | --------------- | ---------------------------------- | ------ | ------- |
| Mogas 90                     | 2 - 3           | AS Douanes                         | 1 - 3  | 1 - 0   |
| Dakar UC                     | 1 - 1 (1-3 dcr) | CODM Meknes                        | 1 - 0  | 0 - 1   |
| Armed Forces                 | Rit.            | CI Kamsar                          |        |         |
| AS Nianan Koulikoro          | 1 - 2           | Olympique de Khouribga             | 1 - 1  | 0 - 1   |
| Heart of Lions Football Club | Rit.            | ASAC Concorde                      |        |         |
| Sony Elá Nguema              | 1 - 1           | Muni Sport                         | 0 - 0  | 1 - 1   |
| SC Cilu                      | 8 - 0           | CO Bouaflé                         | 3 - 0  | 5 - 0   |
| ASF Bobo                     | 3 - 4           | Al-Ittihad                         | 3 - 0  | 0 - 4   |
| Gazelle FC                   | 3 - 3           | FC 105 Libreville                  | 3 - 1  | 0 - 2   |
| Botswana Defence Force XI    | 4 - 2           | Sonangol de Namibe                 | 3 - 1  | 1 - 1   |
| Savanne Sporting Club        | 2 - 4           | Red Star                           | 2 - 0  | 0 - 4   |
| Kipanga                      | 1 - 2           | Kampala City Council Football Club | 1 - 1  | 0 - 1   |
| Green Buffaloes FC           | 2 - 3           | APR FC                             | 1 - 0  | 1 - 3   |
| Ferroviário de Maputo        | Rit.            | Hwange Colliery F.C.               | 1      |         |
| USCA Foot                    | 4 - 2           | Prisons FC                         | 4 - 1  | 0 - 1   |
| Banks SC                     | w/o             | Chemelil Sugar                     |        |         |
| King Faisal Babes            | Rit.2           |                                    |        |         |

1 Lo Hwange Colliery si era iscritto al torneo con la riserva di vincere la Unity Cup. La coppa non è stata vinta, pertanto si è liberato il posto per la Motor Action, che è stata però bloccata dalla CAF.

2 L'altra squadra, che avrebbe dovuto essere rappresentante della Sierra Leone, è stata squalificata.

## Primo turno
L'andata del primo turno si è disputata il 5 marzo, il ritorno il 19 marzo.
| Squadra 1                          | Totale | Squadra 2            | Andata | Ritorno |
| ---------------------------------- | ------ | -------------------- | ------ | ------- |
| AS Douanes                         | 1 - 3  | Stella Abidjan       | 1 - 0  | 0 - 3   |
| CODM Meknès                        | 0 - 3  | AS Marsa             | 0 - 1  | 0 - 2   |
| CI Kamsar                          | 2 - 4  | Bendel Insurance     | 1 - 1  | 1 - 3   |
| King Faisal Babes                  | 4 - 1  | ASEC Ndiambour       | 3 - 0  | 1 - 1   |
| Olympique de Khouribga             | 2 - 4  | MC Oran              | 2 - 0  | 0 - 4   |
| ASAC Concorde                      | 0 - 2  | Bamboutos FC         | 0 - 0  | 0 - 2   |
| Sony Elá Nguema                    | 1 - 4  | Enugu Rangers        | 0 - 1  | 1 - 3   |
| SC Cilu                            | 2 - 2  | Union Douala         | 2 - 1  | 0 - 1   |
| Al-Ittihad                         | 5 - 3  | JS Kairouan          | 3 - 0  | 2 - 3   |
| FC 105 Libreville                  | 6 - 2  | Inter Luanda         | 3 - 1  | 3 - 1   |
| Botswana Defence Force XI          | 1 - 2  | FC Saint Eloi Lupopo | 1 - 0  | 0 - 2   |
| Red Star                           | 1 - 13 | Supersport United    | 1 - 4  | 0 - 9   |
| Kampala City Council Football Club | 0 - 1  | APR FC               | 0 - 0  | 0 - 1   |
| Clube Ferroviário de Maputo        | 0 - 3  | El-Ismaily           | 0 - 1  | 0 - 2   |
| USCA Foot                          | 3 - 4  | TP Mazembe           | 3 - 1  | 0 - 3   |
| Banks SC                           | 1 - 3  | Mokawloon al-Arab    | 0 - 0  | 1 - 3   |

## Secondo turno
L'andata del secondo turno si è disputata dall'8 all'11 aprile, il ritorno dal 23 al 24 aprile.
| Squadra 1            | Totale          | Squadra 2         | Andata | Ritorno |
| -------------------- | --------------- | ----------------- | ------ | ------- |
| Stella Abidjan       | 1 - 2           | AS Marsa          | 1 - 0  | 0 - 2   |
| Bendel Insurance     | 0 - 1           | King Faisal Babes | 0 - 0  | 0 - 1   |
| MC Oran              | 2 - 2 gfc       | Bamboutos FC      | 2 - 1  | 0 - 1   |
| Enugu Rangers        | 3 - 2           | Union Douala      | 3 - 1  | 0 - 1   |
| Al-Ittihad           | 3 - 3 gfc       | FC 105 Libreville | 3 - 1  | 0 - 2   |
| FC Saint Eloi Lupopo | 2 - 2 (2-3 dcr) | SuperSport United | 2 - 0  | 0 - 2   |
| APR FC               |                 | Al-Ismaily        | 1      |         |
| Al-Merreikh          | 3 - 4           | Al-Mokawloon      | 3 - 1  | 0 - 3   |

1 L'APR FC ha chiesto di posticipare la partita d'andata per commemorare il genocidio del Ruanda, ma la CAF non è stata informata. Pertanto l'Al-Ismaily si è recato a Nairobi, dove i funzionari ruandesi dell'immigrazione hanno impedito alla squadra di entrare nel Paese. L'APR FC è stata accusata di comportamento scorretto e squalificata dalla competizione con una multa di 5000 $.

## Terzo turno
L'andata del terzo turno si è disputata dal 6 all'8 maggio, il ritorno dal 21 al 23 maggio. I vincitori del secondo turno della Coppa della Confederazione affrontano gli sconfitti del secondo turno della Champions League.
| Squadra 1     | Totale          | Squadra 2         | Andata | Ritorno |
| ------------- | --------------- | ----------------- | ------ | ------- |
| USM Alger     | 2 - 2 (4-5 dcr) | AS Marsa          | 1 - 1  | 1 - 1   |
| Africa Sports | 0 - 3           | Al-Mokawloon      | 0 - 0  | 0 - 3   |
| Kaizer Chiefs | Rit.            | Al-Ismaily        |        |         |
| ASA           | 2 - 3           | FC 105 Libreville | 1 - 1  | 1 - 2   |
| FAR Rabat     | 2-2 (gfc)       | Enugu Rangers     | 1 - 0  | 1 - 2   |
| Dolphins F.C. | 6 - 3           | SuperSport United | 4 - 1  | 2 - 2   |
| Red Arrows    | 3 - 4           | King Faisal Babes | 1 - 1  | 2 - 3   |
| Fello Star    | 4 - 0           | Bamboutos FC      | 1 - 0  | 3 - 0   |

## Fase a gironi

### Gruppo A
| Squadra           | P.ti | G | V | P | S | GF | GS | DR |
| ----------------- | ---- | - | - | - | - | -- | -- | -- |
| FAR Rabat         | 16   | 6 | 5 | 1 | 0 | 7  | 2  | +5 |
| King Faisal Babes | 12   | 6 | 4 | 0 | 2 | 9  | 5  | +4 |
| AS Marsa          | 7    | 6 | 2 | 1 | 3 | 6  | 6  | +0 |
| Fello Star        | 0    | 6 | 0 | 0 | 6 | 2  | 11 | -9 |

### Gruppo B
| Squadra           | P.ti | G | V | P | S | GF | GS | DR  |
| ----------------- | ---- | - | - | - | - | -- | -- | --- |
| Dolphins F.C.     | 14   | 6 | 4 | 2 | 0 | 10 | 4  | +6  |
| Al-Ismaily        | 11   | 6 | 3 | 2 | 1 | 11 | 4  | +7  |
| Al-Mokawloon      | 6    | 6 | 2 | 0 | 4 | 6  | 8  | -2  |
| FC 105 Libreville | 3    | 6 | 1 | 0 | 5 | 4  | 15 | -11 |

## Finale
L'andata della finale si è disputata il 6 novembre, il ritorno il 19 novembre.
| Squadra 1 | Totale | Squadra 2     | Andata | Ritorno |
| --------- | ------ | ------------- | ------ | ------- |
| FAR Rabat | 3 - 1  | Dolphins F.C. | 0 - 1  | 3 - 0   |

## Campione
| Vincitore Coppa della Confederazione CAF 2005 |
| --------------------------------------------- |
| FAR Rabat (primo titolo)                      |